# 十二月将
十二月将（じゅうにげっしょう）とは、太陽が黄道上のどの位置にあるかの指標で、西洋占星術のサインと1対1の対応がある。六壬神課で使用する十二天将は、十二月将をベースに作成されたと考えられる。
現代で一般的な月将と対応するサイン、その吉凶は以下の通りである。
| 月将 | サイン | 対応十二支 | 吉凶 |
| ---- | ------ | ---------- | ---- |
| 神后 | 宝瓶宮 | 子         | 吉   |
| 大吉 | 磨羯宮 | 丑         | 吉   |
| 功曹 | 人馬宮 | 寅         | 吉   |
| 太沖 | 天蝎宮 | 卯         | 凶   |
| 天罡 | 天秤宮 | 辰         | 凶   |
| 太乙 | 処女宮 | 巳         | 凶   |
| 勝光 | 獅子宮 | 午         | 吉   |
| 小吉 | 巨蟹宮 | 未         | 吉   |
| 傳送 | 双児宮 | 申         | 吉   |
| 従魁 | 金牛宮 | 酉         | 凶   |
| 河魁 | 白羊宮 | 戌         | 凶   |
| 登明 | 双魚宮 | 亥         | 凶   |

西洋占星術で、太陽が位置するサインをサン・サインを呼ぶように、本来は黄道を12に分割して得られた区分である十二神の中で太陽が位置する神を月将と呼ぶべきであるが、十二神の意味で月将が使用されることが多い。

## 異説や表記の異同
十二月将には、以下のような表記の異同がある。
- 「太沖」は沖と同じ意味の衝（しょう）を使って、「太衝」と書かれることがある。
- 村山修一著『日本陰陽道史総説』の四版以前に翻刻された占事略决では「勝光」を「勝先」としているが「勝光」が正しい。
- 「天罡」は五行大義などでは「天剛」と書かれている。
- 「太乙」は写本では筆画の少ない「太一」が良く使用される。
- 「登明」は本来は「徴明」であったが宋の仁宗[2]以降は、仁宗の諱である「禎」と通音の「徴」を嫌って「登明」と書かれるようになった。

## 関連記事
- 十二支
- 十二天将